# Koyukuk (rivière)
Pour les articles homonymes, voir Koyukuk.
La rivière Koyukuk est une rivière du nord de l'Alaska, un des principaux affluents du fleuve Yukon qui draine une zone au nord du Yukon sur le versant sud de chaîne Brooks. Le nom de la rivière vient du peuple Koyukon.

## Description
La rivière provient de plusieurs sources au-delà du cercle arctique dans les Endicott Mountains. La rivière coule généralement vers le sud ouest, traverse Bettles et rejoint le Yukon à Koyukuk dans une large plaine alluviale protégé au sein de la  Refuge faunique national de Koyukuk. Ses principaux affluents sont les rivières  Alatna et John. La vallée de la rivière est un lieu de vie de l'ours et de l'orignal et est une destination populaire de chasseurs.

## Histoire
Les explorateurs Henry Allen et Fred Fickett, appartenant à l'armée américaine, ont remonté et exploré la rivière en 1885. La découverte d'or en 1893 a entrainé une ruée vers l'or en 1898 avec l'établissement de comptoirs et de mines (dont Bettles) sur le cours amont de la rivière.
En 1994 des inondations ont détruit trois villages ; la population a dû être relogée.

## Affluents
- Gisasa – 70 milles (113 km)
- Kateel – 115 milles (185 km)
- Dulbi – 85 milles (137 km)
- Huslia – 100 milles (161 km)
- Hogatza – 120 milles (193 km)
- Indian – 53 milles (85 km)
- Kanuti – 175 milles (282 km)
  - Kanuti Kilolitna – 60 milles (97 km)
- Alatna – 145 milles (233 km)
- South Fork Koyukuk – 140 milles (225 km)
  - Fish Creek – 60 milles (97 km)
  - Jim (rivière) – 60 milles (97 km)
- John – 125 milles (201 km)
- Wild – 60 milles (97 km)
- North Fork Koyukuk – 100 milles (161 km)
  - Tinayguk – 44 milles (71 km)
- Middle Fork Koyukuk – 62 milles (100 km)

## Photos

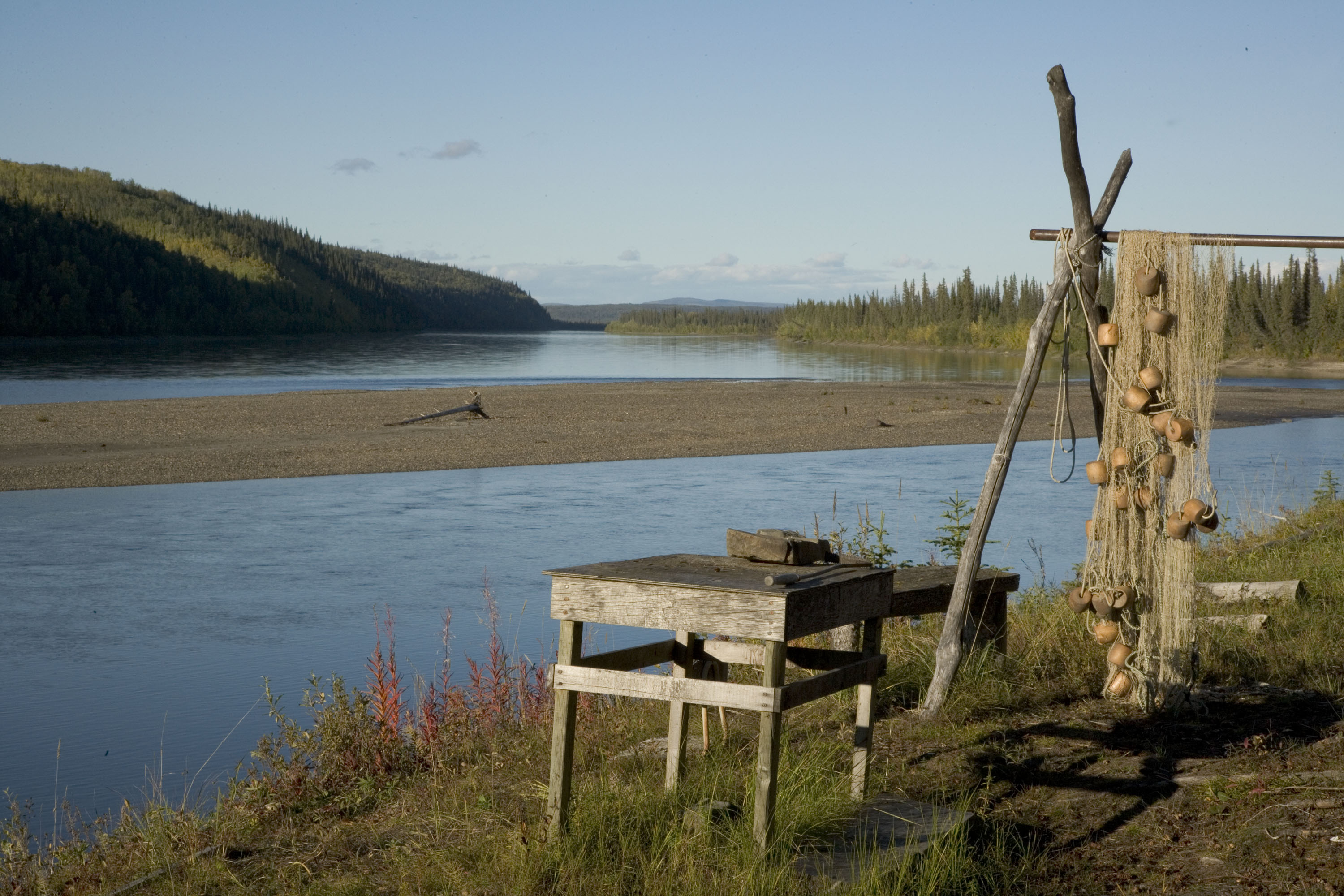
Camp de pêche sur la Koyukuk
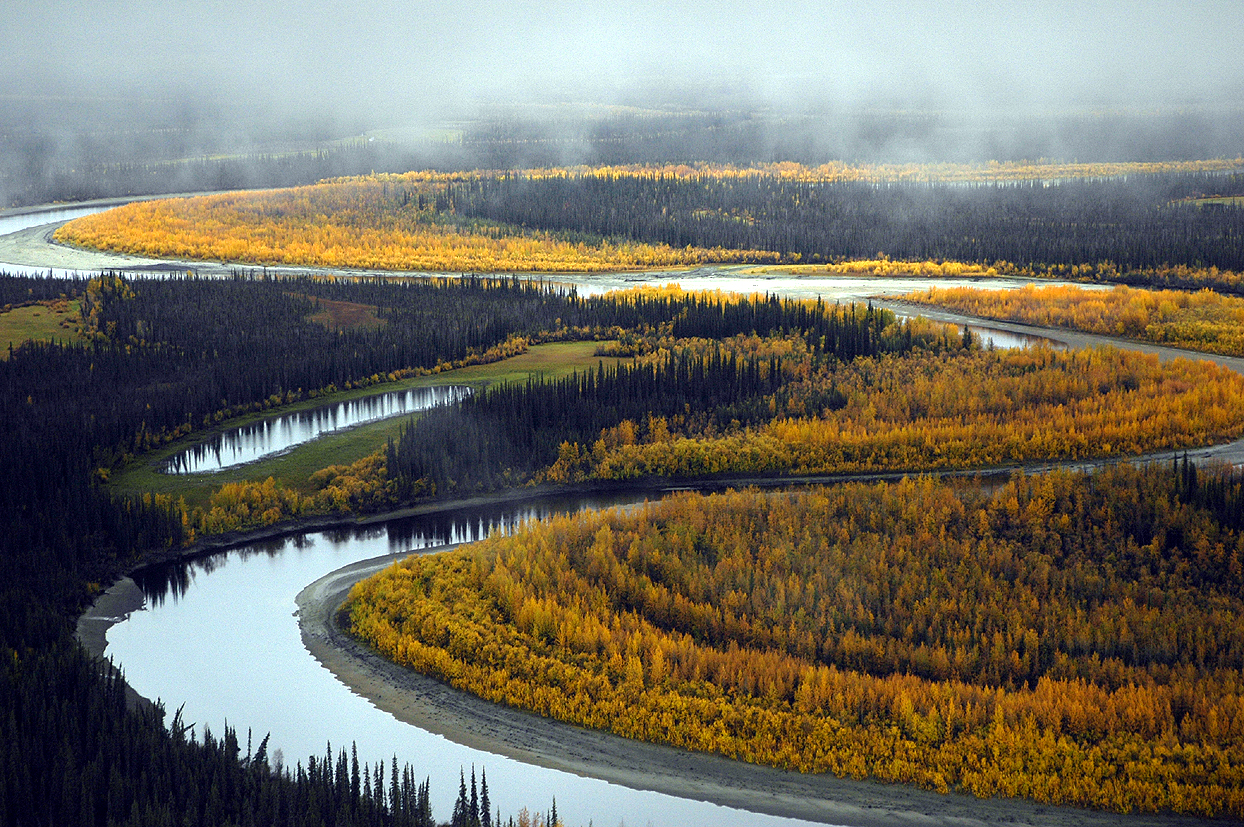
South Fork
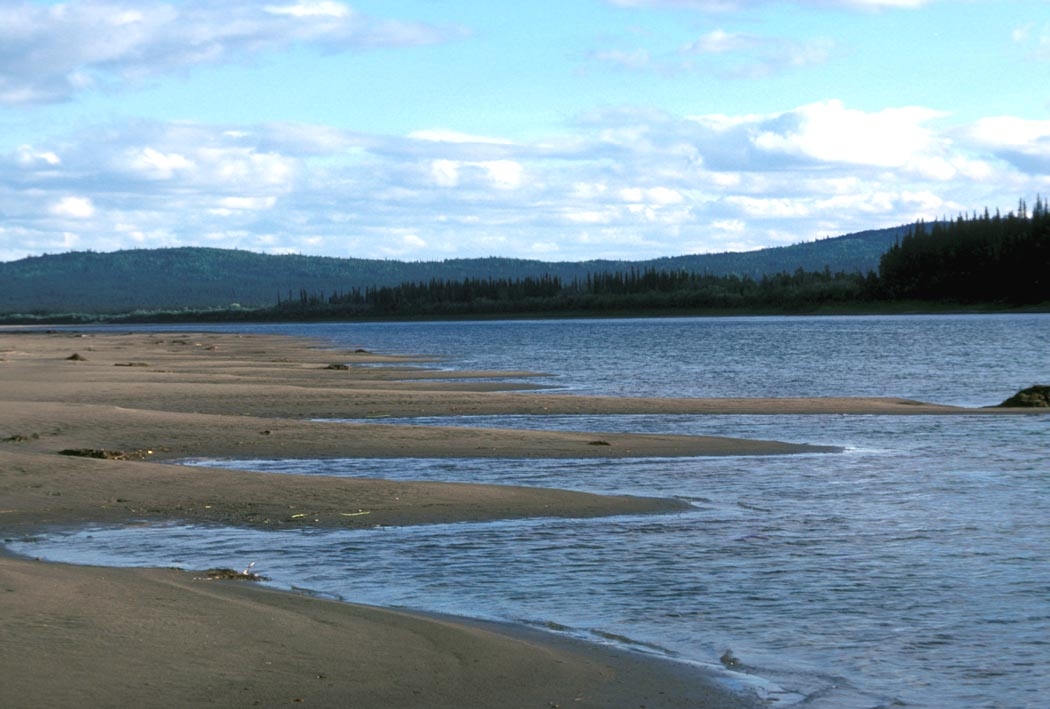
Bancs de sable
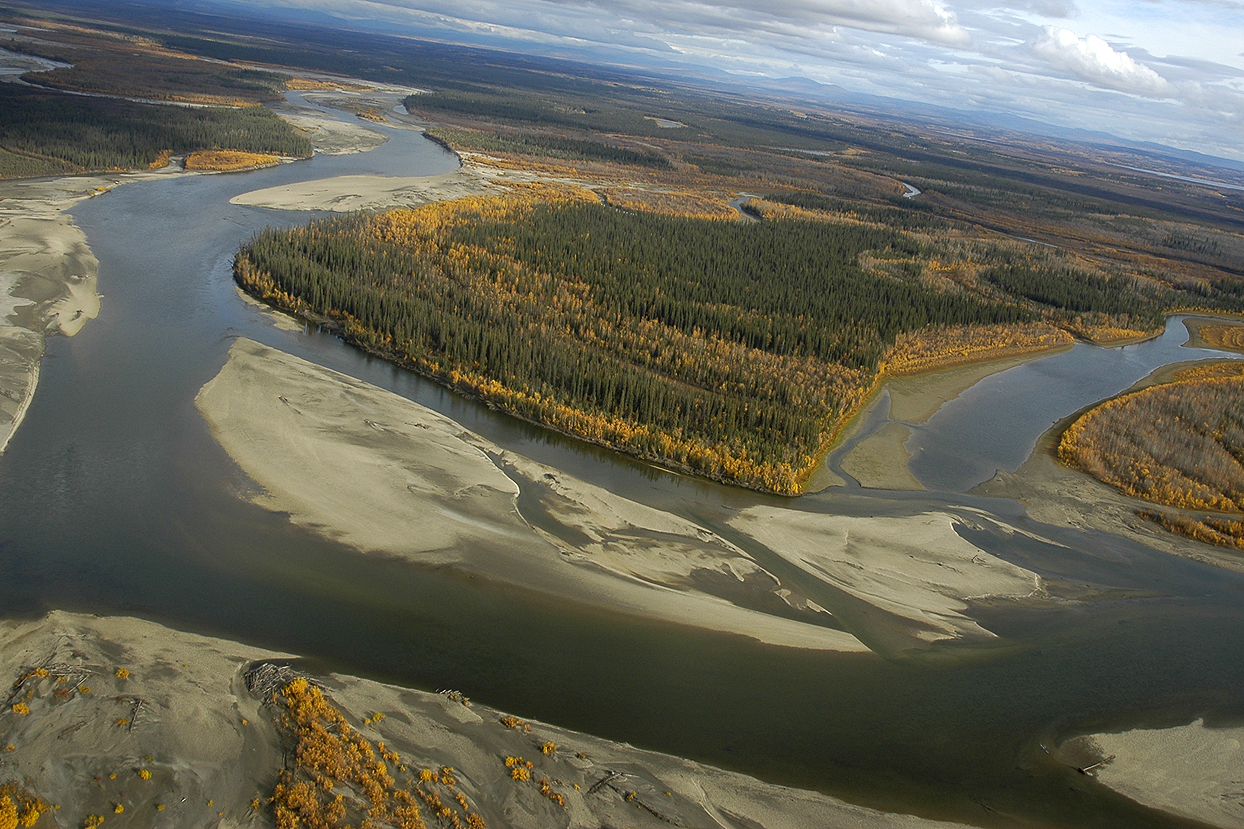
Bras et bancs de sable